# Cordyligaster townsendi
Cordyligaster townsendi är en tvåvingeart som beskrevs av Guimaraes 1971. Cordyligaster townsendi ingår i släktet Cordyligaster och familjen parasitflugor. Inga underarter finns listade i Catalogue of Life.